# Zapasy na Letnich Igrzyskach Olimpijskich 1968 – kategoria do 57 kg w stylu klasycznym
Zmagania mężczyzn do 57 kg to jedna z ośmiu męskich konkurencji w zapasach w stylu klasycznym rozgrywanych podczas Letnich Igrzysk Olimpijskich 1968. Pojedynki w tej kategorii wagowej odbyły się w dniach 23–26 października.
Punktacja opierała się na systemie „złych punktów karnych”. Zwycięzca otrzymywał zero punktów za wygraną przez „tusz” (łopatki) lub dyskwalifikację; pół punktu za przewagę techniczną, a jeden za zwycięstwo na punkty. Dwa punkty przyznawano za remis, a dwa i pół za remis i pasywność. Za porażkę na punkty zawodnik otrzymywał trzy punkty. Przegrana przez przewagę techniczną skutkowała 3,5 punktami karnymi, a za łopatki lub dyskwalifikację przyznawano 4 punkty karne. Uzyskanie sześciu lub więcej punktów eliminowało zapaśnika z turnieju. Najlepsza trójka walczyła w rundzie finałowej.

## Klasyfikacja[1]
| Pozycja | Nazwisko          | Kraj              |
| ------- | ----------------- | ----------------- |
| 1       | János Varga       | Węgry             |
| 2       | Ion Baciu         | Rumunia           |
| 3       | Iwan Koczergin    | ZSRR              |
| 4       | Oton Moschidis    | Grecja            |
| 5       | Kōji Sakurama     | Japonia           |
| 6       | Ibrahim as-Sajjid | Egipt             |
| 6       | Kaya Özcan        | Turcja            |
| 8       | Risto Björlin     | Finlandia         |
| 8       | Dave Hazewinkel   | Stany Zjednoczone |
| 10      | An Cheon-yeong    | Korea Południowa  |
| 11      | Arthur Spaenhoven | Belgia            |
| 12      | Jean Nakouzi      | Liban             |
| 13      | Karlo Čović       | Jugosławia        |
| 13      | Christo Trajkow   | Bułgaria          |
| 15      | Rodolfo Guerra    | Meksyk            |
| 16      | Józef Lipień      | Polska            |
| 17      | Fritz Stange      | RFN               |
| 18      | Khalifa Karouane  | Maroko            |
| 18      | Roland Svensson   | Szwecja           |
| 20      | Hartmut Puls      | NRD               |
| 21      | Luís Grilo        | Portugalia        |
| 22      | Johnny Nielsen    | Dania             |
| 22      | Javier Raxón      | Gwatemala         |
| 24      | Herb Singerman    | Kanada            |

## Wyniki

### Pierwsza runda[2]
| Zwycięzca         | Punkty karne | Wynik           | Przegrany        | Punkty karne |
| ----------------- | ------------ | --------------- | ---------------- | ------------ |
| Ion Baciu         | 1            | Na punkty       | Dave Hazewinkel  | 3            |
| Christo Trajkow   | 0            | Dyskwalifikacja | Johnny Nielsen   | 4            |
| Ibrahim as-Sajjid | 1            | Na punkty       | Rodolfo Guerra   | 3            |
| Jean Nakouzi      | 0            | Łopatki         | Herb Singerman   | 4            |
| Kōji Sakurama     | 1            | Na punkty       | Roland Svensson  | 3            |
| Arthur Spaenhoven | 2,5          | Remis           | Hartmut Puls     | 2,5          |
| Iwan Koczergin    | 0            | Łopatki         | Fritz Stange     | 4            |
| János Varga       | 0            | Łopatki         | Luís Grilo       | 4            |
| Oton Moschidis    | 1            | Na punkty       | Karlo Čović      | 3            |
| Risto Björlin     | 0            | Łopatki         | Javier Raxón     | 4            |
| An Cheon-yeong    | 1            | Na punkty       | Khalifa Karouane | 3            |
| Kaya Özcan        | 1            | Na punkty       | Józef Lipień     | 3            |

### Druga runda[3]
| Zwycięzca         | Punkty karne | Wynik     | Przegrany        | Punkty karne |
| ----------------- | ------------ | --------- | ---------------- | ------------ |
| Dave Hazewinkel   | 3            | Łopatki   | Johnny Nielsen   | 8            |
| Ion Baciu         | 2            | Na punkty | Christo Trajkow  | 3            |
| Ibrahim as-Sajjid | 1            | Łopatki   | Herb Singerman   | 8            |
| Rodolfo Guerra    | 4            | Na punkty | Jean Nakouzi     | 3            |
| Arthur Spaenhoven | 3,5          | Na punkty | Roland Svensson  | 6            |
| Kōji Sakurama     | 1            | Łopatki   | Hartmut Puls     | 6,5          |
| Fritz Stange      | 5            | Na punkty | Luís Grilo       | 7            |
| János Varga       | 1            | Na punkty | Iwan Koczergin   | 3            |
| Karlo Čović       | 4            | Na punkty | Risto Björlin    | 3            |
| Oton Moschidis    | 1            | Łopatki   | Javier Raxón     | 8            |
| Kaya Özcan        | 2            | Na punkty | Khalifa Karouane | 6            |
| An Cheon-yeong    | 3            | Remis     | Józef Lipień     | 5            |

### Trzecia runda[4]
| Zwycięzca         | Punkty karne | Wynik           | Przegrany         | Punkty karne |
| ----------------- | ------------ | --------------- | ----------------- | ------------ |
| Dave Hazewinkel   | 3            | Dyskwalifikacja | Christo Trajkow   | 7            |
| Ion Baciu         | 3            | Na punkty       | Ibrahim as-Sajjid | 4            |
| Kōji Sakurama     | 1            | Łopatki         | Rodolfo Guerra    | 8            |
| Arthur Spaenhoven | 4,5          | Na punkty       | Jean Nakouzi      | 6            |
| Iwan Koczergin    | 4            | Na punkty       | Karlo Čović       | 7            |
| János Varga       | 2            | Na punkty       | Oton Moschidis    | 4            |
| Risto Björlin     | 3            | Łopatki         | Józef Lipień      | 9            |
| An Cheon-yeong    | 4            | Na punkty       | Kaya Özcan        | 5            |
| Fritz Stange      | 5            | Bez walki       |                   |              |

### Czwarta runda[5]
| Zwycięzca         | Punkty karne | Wynik     | Przegrany         | Punkty karne |
| ----------------- | ------------ | --------- | ----------------- | ------------ |
| Ibrahim as-Sajjid | 5            | Na punkty | Dave Hazewinkel   | 6            |
| Ion Baciu         | 5,5          | Remis     | Kōji Sakurama     | 3,5          |
| Iwan Koczergin    | 5            | Na punkty | Arthur Spaenhoven | 7,5          |
| János Varga       | 3            | Na punkty | Risto Björlin     | 6            |
| Oton Moschidis    | 5            | Na punkty | An Cheon-yeong    | 7            |
| Kaya Özcan        | 5            | Bez walki |                   |              |

### Piąta runda[6]
| Zwycięzca      | Punkty karne | Wynik     | Przegrany         | Punkty karne |
| -------------- | ------------ | --------- | ----------------- | ------------ |
| Ion Baciu      | 5,5          | Łopatki   | Kaya Özcan        | 9            |
| Iwan Koczergin | 5            | Łopatki   | Ibrahim as-Sajjid | 9            |
| János Varga    | 4            | Na punkty | Kōji Sakurama     | 6,5          |
| Oton Moschidis | 5            | Bez walki |                   |              |

### Szósta runda[7]
| Zwycięzca      | Punkty karne | Wynik | Przegrany      | Punkty karne |
| -------------- | ------------ | ----- | -------------- | ------------ |
| Oton Moschidis | 7.5          | Remis | Iwan Koczergin | 7,5          |
| János Varga    | 6            | Remis | Ion Baciu      | 7,5          |

### Runda finałowa
| Zwycięzca | Wynik                   | Przegrany      |
| --------- | ----------------------- | -------------- |
| Ion Baciu | Łopatki                 | Oton Moschidis |
| Ion Baciu | DQ obustronna pasywność | Iwan Koczergin |